# سیلوین گراگلیا
سیلوین گراگلیا (انگلیسی: Sylvain Graglia؛ زادهٔ ۱۲ آوریل ۱۹۸۹) بازیکن فوتبال اهل فرانسه است.
وی همچنین در تیم ملی فوتبال تاهیتی بازی کرده‌است.